# Відкриття (фільм, 1973)
«Відкриття» (рос. «Открытие») — радянський художній фільм, знятий режисером Барасом Халзановим на Свердловській кіностудії у 1973 році.

## Сюжет
У Росії йде громадянська війна. Але навіть в такий тривожний час знаходяться люди, які думають про майбутнє країни. Один з них — молодий геолог Сергій Юришев, який, незважаючи на небезпеку, відправляється в Сибір на пошуки родовищ міді. Дія фільму розгортається в 1920-і і 1970-і роки, коли Юришев стає академіком і директором інституту.

## У ролях
- Донатас Баніоніс —  академік Сергій Матвійович Юришев  (озвучує  Олександр Дем'яненко)
- Михайло Кононов —  Сергій Юришев в молодості  (озвучує  Олександр Дем'яненко)
- Жанна Прохоренко —  Анка
- Ірина Печерникова —  Ліза
- Віталій Соломін —  Андрій Сергійович Юришев / Дмитро Каточкін
- Володимир Івашов —  Ілля Стасов
- Гедімінас Карка —  Чанєєв, директор інституту
- Ірина Лаврентьєва —  Каточкіна, мати Андрія
- Юрій Назаров —  білогвардійський офіцер
- Федір Одиноков —  гірський майстер
- Валерій Носик —  заїка
- Володимир Балашов —  член комісії з розслідування аварії
- Гражина Байкштіте —  дружина Андрія
- Она Баніонене —  Клавдія Іванівна, секретар Юришева

## Знімальна група
- Режисер — Барас Халзанов
- Сценарист — Едуард Тополь
- Оператор — Ігор Лукшин
- Художник — Владислав Расторгуєв
- Композитор —  Вадим Біберган